# فروش گاراژی

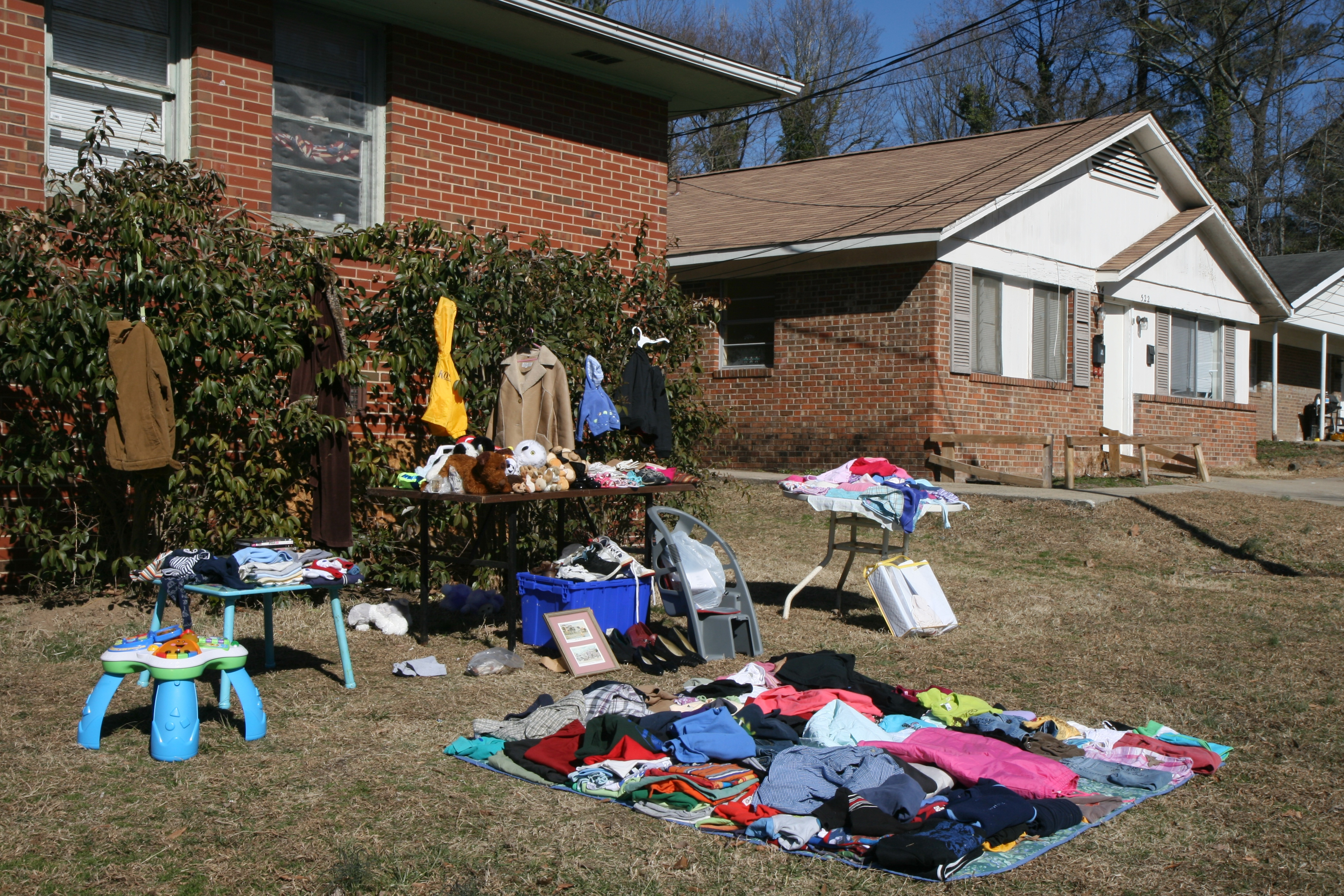
فروش حیاطی در دورهام، کارولینای شمالی

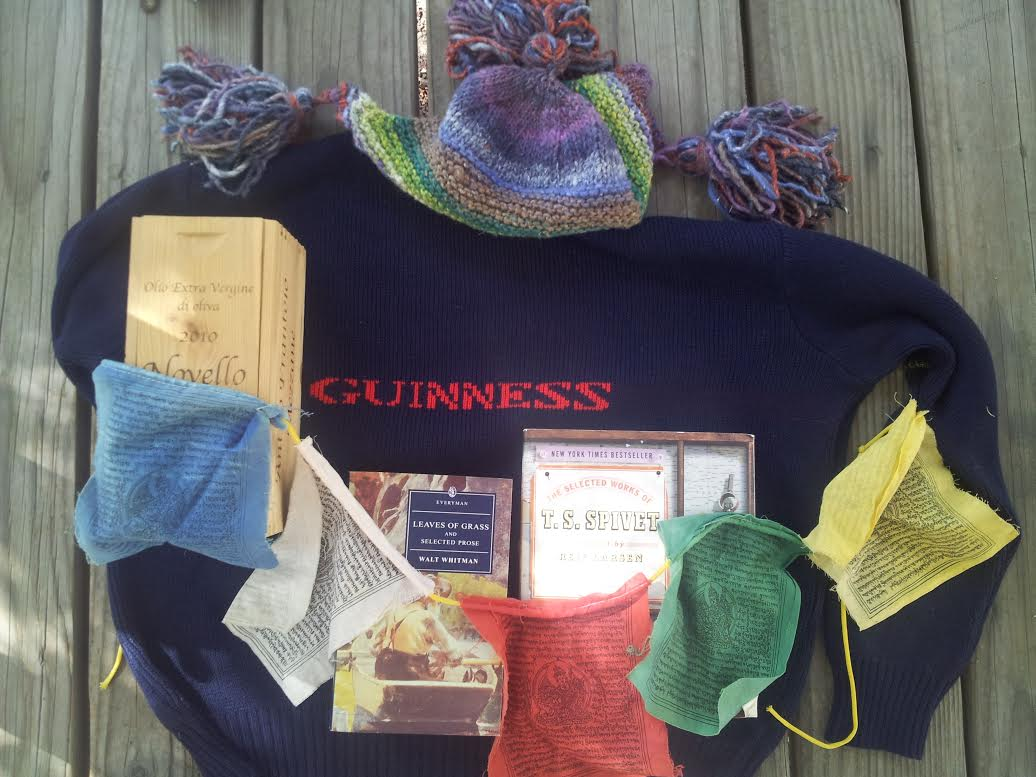
متنوع اقلام خریداری شده در یک حراج متحرک در بویزی.

حراج گاراژی (همچنین: فروش گاراژی، فروش برچسبی، فروش متحرک و مانند آن) یک رویداد تجاری غیررسمی است که معمولاً برای فروش کالاهای استفاده شده توسط افراد خصوصی ترتیب داده می‌شود و موقتی است. در این روش نیازی به کسب مجوز فروش تجاری یا دادن مالیات نیست اما ممکن است مجوزهایی برای برپایی چنین فروشهایی لازم باشد. 
به‌طور معمول در فروش گاراژی، محصولاتی که دیگر استفاده ندارند به فروش می رسند. این وسایل معمولاً لباسها یا سایر وسایل شخصی مربوط به کل خانوار یا عضوی از خانواده است یا به صورت امانت توسط فروشندگان به فروش می رسد.
انگیزه‌های اصلی فروش گاراژی، خانه تکانی، تغییر محل زندگی یا نیاز به پول است. فروشنده از قبل تاریخ و محل و محتوا یا چگونگی فروش کالاهای حراجی را به طرق مختلف به آگاهی دیگران می رساند. این کار عمدتا از طریق آگهی‌های دستنویس که در محل‌های عمومی محله مانند مراکز خرید نصب می‌شوند صورت می‌گیرد. محل برپایی حراج گاراژی به‌طور معمولگاراژ و به‌طور خاص پارکینگ یا حیاط خانه شخصی افراد است. ممکن است در پیاده رو یا در محل‌های عمومی دیگر و از جمله در ملک دیگران نیز چنین حراجهایی برپا شود.
کالاهایی موارد به‌طور معمول در فروش گاراژی عرضه می‌شوند  عبارتند از لباس، کتاب، اسباب بازی، وسایل دکوری، گل، گیاه و ابزار باغبانی، وسایل ورزشی، بازی‌های تخته ای، مبلمان و  لوازم خانگی. حراجهای خانگی در مناطق حومهای رواج بیشتری دارند و در آب و هوای مناسب برگزار می‌شوند.  
برخی از حوزه‌های قضایی ممکن است مالکان یا فروشندگان را ملزم به کسب مجوز پیش از فروش خانگی محصولات کنند.   

## همچنین نگاه کنید
- دستفروشی